# Фадимак
Фадимак (по румунски Fadimac) је банатско насеље у близини Лугоша, у Румунији. Припада општини Белинц.

## Историја
Према "Румунској енциклопедији" место се помиње 1488. године, а затим између 1550-1550. године и у турским документима.
Године 1717. долази под аустријску администрацију, и тада има 23 куће и дрвену православну цркву. Село се у то време зове "Витигмак". Нови православни храм посвећен Вазнесењу Пресвете Богородице, подигнут је 1897. године.
Аустријски царски ревизор Ерлер је 1774. године констатовао да се место "Фадимак" налази у Лунгошком округу, Лугожког дистрикта. Становништво је било претежно влашко.